# Procès Barrès

Le procès Barrès est un procès pénal fictif de Maurice Barrès par les dadaïstes parisiens
C'est le nom donné à une performance de théâtre d'agitprop intitulée « Mise en accusation et jugement de M. Maurice Barrès par Dada ».
Elle s'est déroulée le vendredi 13 mai 1921, à Paris, salle des Sociétés savantes, au 8, rue Danton.

## Les Personnages et leurs interprètes
- André Breton : le président du tribunal
- Georges Ribemont-Dessaignes : l'accusateur public
- Un mannequin : l'accusé
- Louis Aragon et Philippe Soupault : les deux avocats de la défense
- Benjamin Péret : le soldat inconnu, revêtu d’une capote de poilu, mais parlant allemand, principal témoin à charge de l'accusé
- Des spectateurs : d'autres témoins
- Douze autres spectateurs : les jurés

## Le verdict
Maurice Barrès fut condamné, pour « crime contre la sûreté de l'esprit », à la peine afflictive et infamante de vingt ans de travaux forcés par un jury composé de douze spectateurs.
Cette manifestation marque une divergence importante entre, d'une part, les animateurs de la revue Littérature et, d'autre part, Tristan Tzara et ses amis.